# ویلارمایور
ویلارمایور (به اسپانیایی: Villarmayor) یکی از دهستان‌های اسپانیا است که در بتانسوس واقع شده‌است.

## خصوصیات
ویلارمایور ۳۰٫۳۵ کیلومترمربع مساحت و ۱٬۲۹۴ نفر جمعیت دارد.